# Panaxia bimacula
Panaxia bimacula là một loài bướm đêm thuộc phân họ Arctiinae, họ Erebidae.